# Міністерство Македонії і Фракії

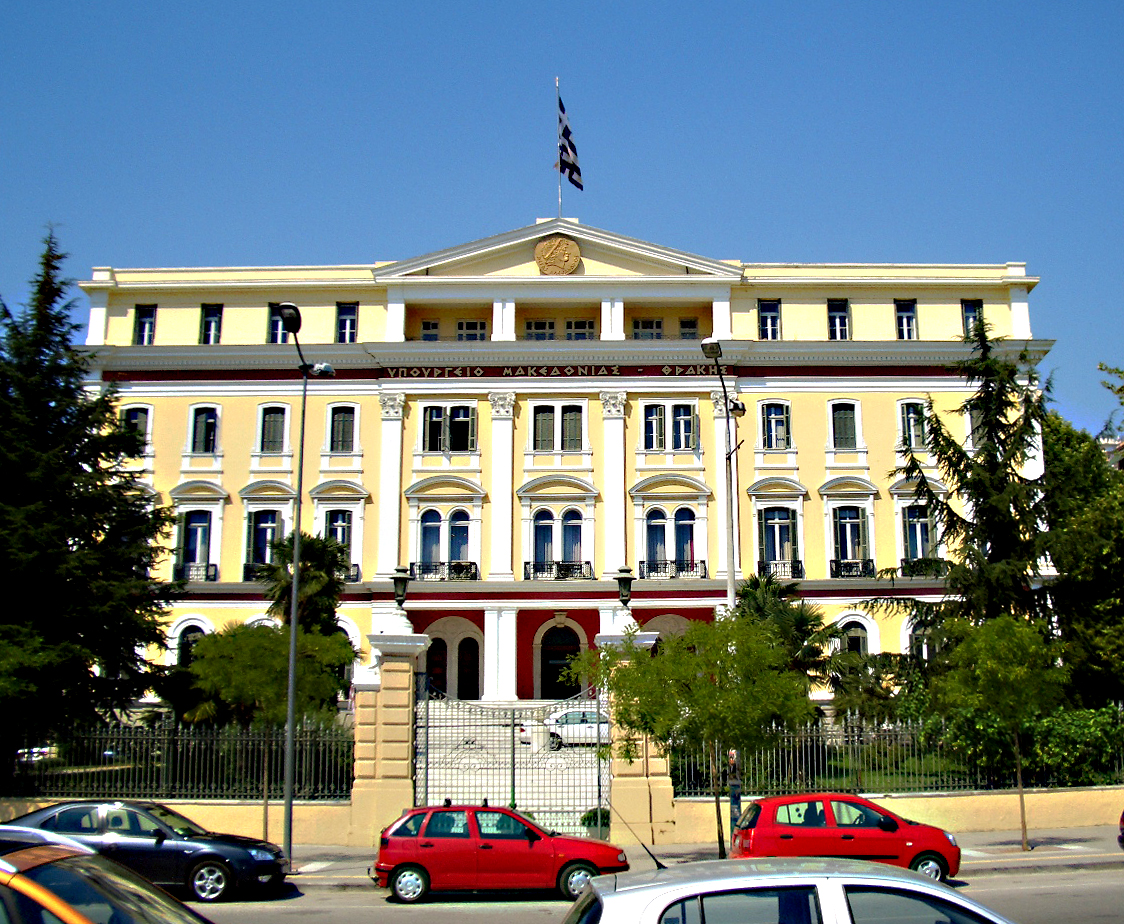
Будівля Міністерства в Салоніках

Міністерство Македонії і Фракії — міністерство Греції, що опікується справами грецьких регіонів Македонія та Фракія. До 1988 року воно носило назву Міністерство Північної Греції. 2009 року тодішній прем'єр-міністр Йоргос Папандреу фактично скасував міністерство, оскільки на посаду міністра не було нікого призначено. Натомість почав функціонувати Генеральний секретаріат у справах Македонії і Фракії. Після приходу до влади Нової Демократії на чолі із Антонісом Самарасом 21 червня 2012 року міністерство відновлено.
Міністерство Македонії і Фракії єдине міністерство у системі виконавчої влади Греції, що базується не в столиці Афінах, а в місті Салоніки.

## Список міністрів
| Ім'я                   | Початок повноважень | Кінець повноважень | Партія          |
| ---------------------- | ------------------- | ------------------ | --------------- |
| Ніколаос Мартіс        | 21 листопада 1974   | 21 жовтня 1977     | Нова Демократія |
| Діонісіос Арбузіс      | 21 жовтня 1977      | 28 листопада 1977  | Нова Демократія |
| Ніколаос Мартіс        | 28 листопада 1977   | 21 жовтня 1981     | Нова Демократія |
| Василіос Індзес        | 21 жовтня 1981      | 5 червня 1985      | ПАСОК           |
| Андреас Папандреу      | 5 червня 1985       | 26 липня 1985      | ПАСОК           |
| Іоанніс Пападопулос    | 26 липня 1985       | 5 лютого 1987      | ПАСОК           |
| Стеліос Папатемеліс    | 5 лютого 1987       | 2 липня 1989       | ПАСОК           |
| Панайотіс Хадзініколау | 2 липня 1989        | 12 листопада 1989  | Нова Демократія |
| Іоанніс Деліяніс       | 12 листопада 1989   | 11 квітня 1990     | Нова Демократія |
| Георгіос Дзідзікостас  | 11 квітня 1990      | 8 серпня 1991      | Нова Демократія |
| Панайотіс Хадзініколау | 8 серпня 1991       | 13 жовтня 1993     | Нова Демократія |
| Константінос Тріарідіс | 13 жовтня 1993      | 22 жовтня 1996     | ПАСОК           |
| Філіппос Пецальнікос   | 22 жовтня 1996      | 30 жовтня 1998     | ПАСОК           |
| Янніс Магріотіс        | 30 жовтня 1998      | 4 квітня 2000      | ПАСОК           |
| Георгіос Пасхалідіс    | 13 квітня 2000      | 7 липня 2003       | ПАСОК           |
| Харіс Кастанідіс       | 7 липня 2003        | 3 березня 2004     | ПАСОК           |
| Нікос Циарціоніс       | 10 березня 2004     | 15 лютого 2006     | Нова Демократія |
| Георгіос Каландзіс     | 15 лютого 2006      | 19 вересня 2007    | Нова Демократія |
| Маргарітіс Дзимас      | 19 вересня 2007     | 8 січня 2009       | Нова Демократія |
| Ставрос Калафатіс      | 8 січня 2009        | 7 жовтня 2009      | Нова Демократія |
| Теодорос Караоглу      | 21 червня 2012      | чинний             | Нова Демократія |